# بامبورگ
بامبورگ (به انگلیسی: Bamburgh) یک روستا و محله مدنی در بریتانیا است که در نورث‌آمبرلند واقع شده‌است. بامبورگ ۴۱۴ نفر جمعیت دارد.